# 八卦章
八卦章（：／）是大韓帝國的勳章，低於太極章、高於紫鷹章。

## 概要
1901年（光武4年）4月16日，根據大韓帝國敕令第10號，對敕令第13號的《勳章條例》進行修正，添加八卦章，位於太極章之下。八卦章得名於八卦。其下分為八等，依據其官銜授予。

## 設計

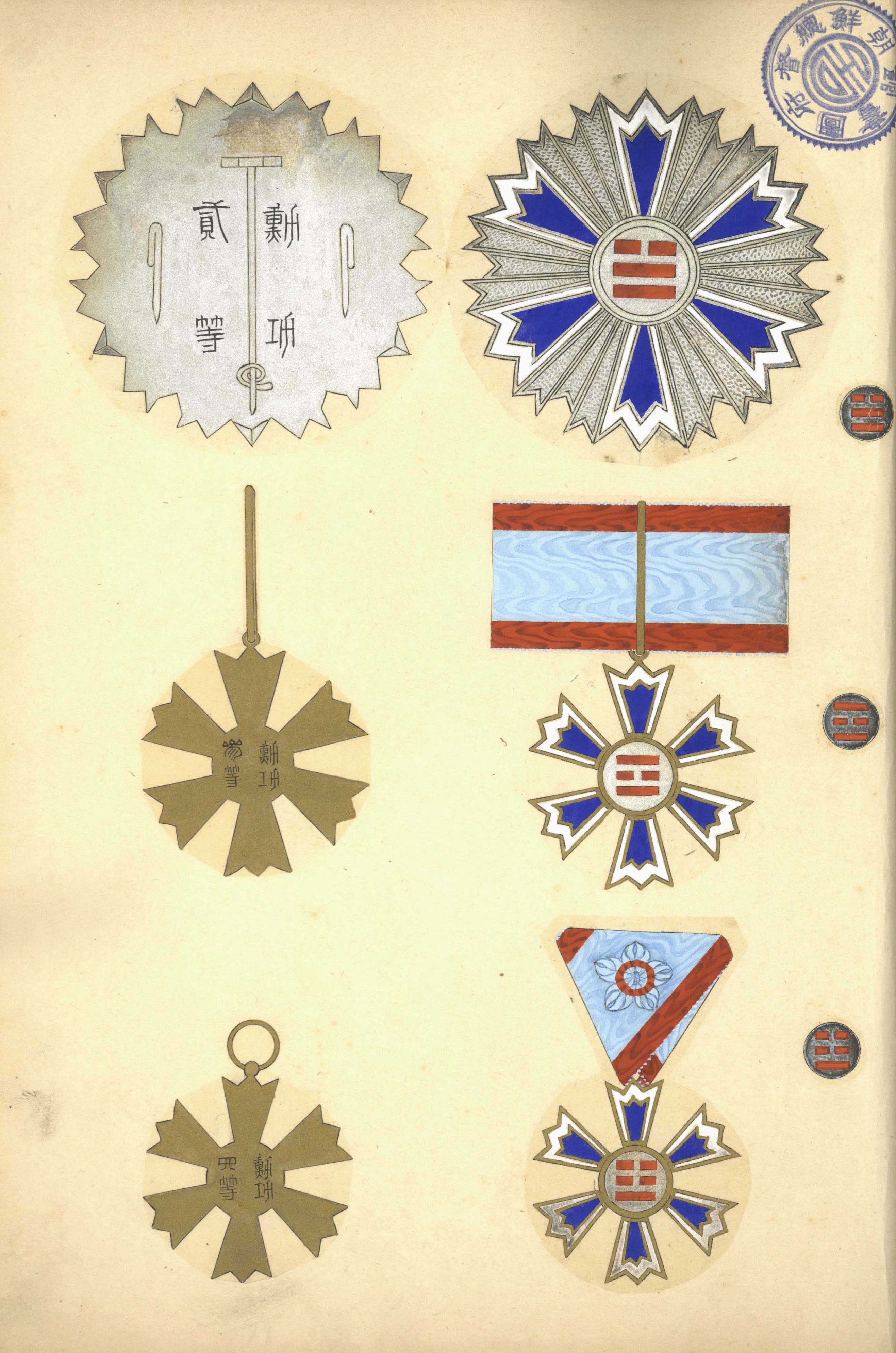
勳二等八卦章兼勳一等八卦大綬章副章（上） 勳三等八卦中綬章兼勳二等八卦章副章（中） 勳四等八卦小綬章（下）
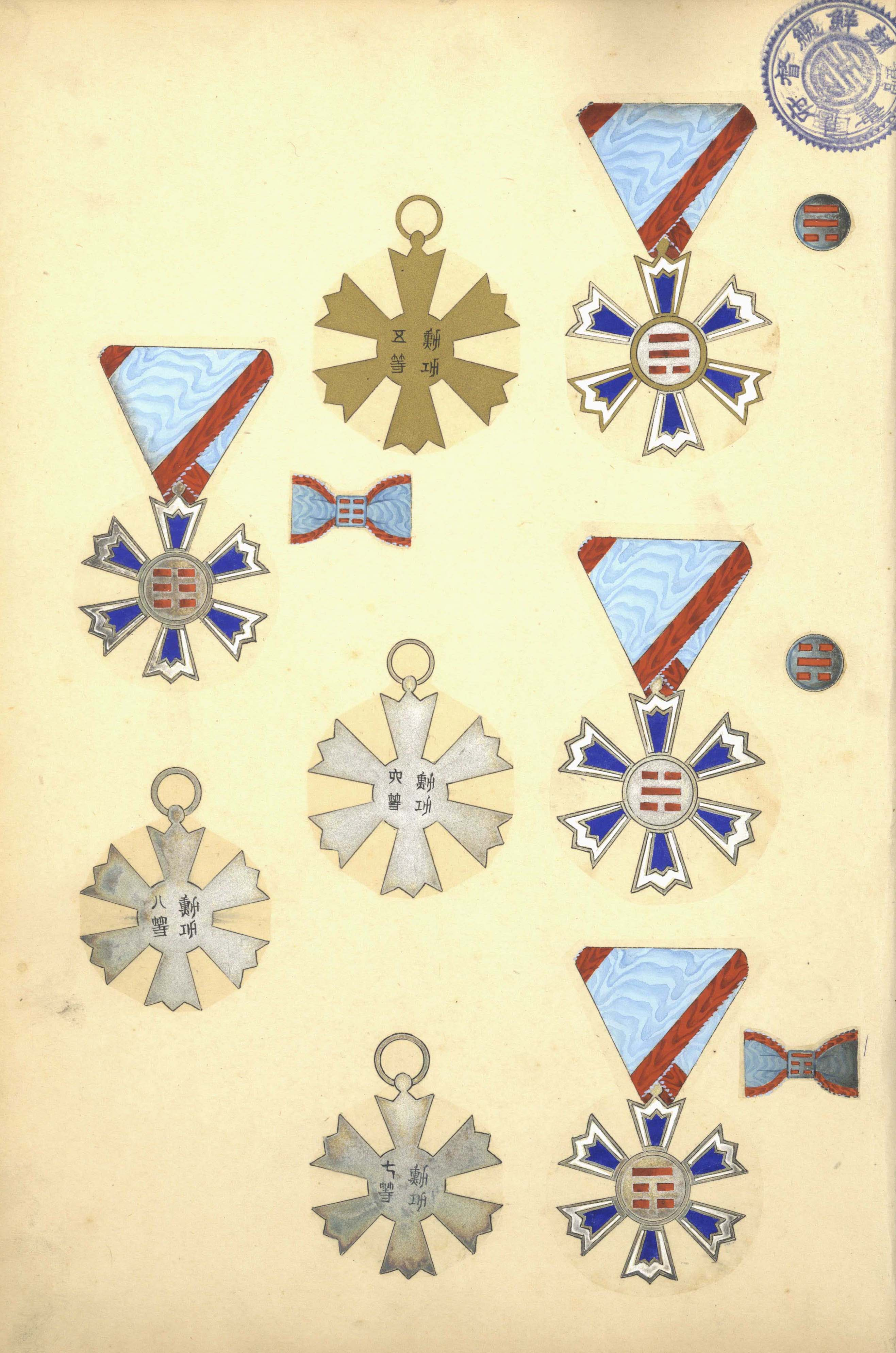
勳五等八卦小綬章（右上） 勳六等八卦小綬章（中） 勳七等八卦小綬章（右下） 勳八等八卦小綬章（左）